# NGC 3801
NGC 3801 (również PGC 36200 lub UGC 6635) – galaktyka soczewkowata (S0), znajdująca się w gwiazdozbiorze Lwa. Odkrył ją William Herschel 17 kwietnia 1784 roku.